# BaseX
BaseX ist ein natives und kompaktes XML-Datenbankmanagementsystem, das als Community-Projekt auf GitHub entwickelt wird. Es wird vorwiegend zur Speicherung, Anfrage und Visualisierung großer XML-Dokumente und -Kollektionen eingesetzt. BaseX ist plattformunabhängig und wird unter einer freizügigen Open-Source-Lizenz (BSD) angeboten.
Im Gegensatz zu anderen dokumentorientierten Datenbanken unterstützen die meisten XML-Datenbanken standardisierte Abfragesprachen wie XPath und XQuery. BaseX bietet eine hohe Standardkonformität zu den entsprechenden W3C-Empfehlungen und den offiziellen Update- und Volltext-Erweiterungen. Die integrierte graphische Benutzeroberfläche ermöglicht eine interaktive Exploration und Analyse der Daten und die interaktive Ausführung von XPath/XQuery-Ausdrücken.

## Technologien
- XPath-Abfragesprache
- XPath/XQuery 3.1
  - XQuery Update Facility (W3C)
  - XPath/XQuery Full Text (W3C)
- Unterstützung der meisten EXPath-/EXQuery-Module und des Packaging-Systems
- Client-Server-Architektur mit Benutzerverwaltung und Transaktionsmanagement
- APIs: RESTXQ, REST, WebDAV, XML:DB, XQJ; Java, C#, Perl, PHP, Python und andere Sprachen
- Unterstützte Datenformate: XML, HTML, JSON, CSV, Text, Binärdaten
- Grafische Benutzeroberfläche mit hierarchischen Visualisierungen: Treemap, tabellarische Darstellung, Baumansicht, Streudiagramm

## Datenbank-Layout
BaseX verwendet eine tabellarische Abbildung von Baumstrukturen für die Speicherung von XML-Dokumenten. Eine Datenbank kann sowohl einzelne Dokumente als auch Kollektionen von Dokumenten enthalten. Die XPath-Accelerator-Kodierung und der Staircase-Join-Operator dienen als Grundlage für die Beschleunigung von XPath-Lokalisierungsschritten. Des Weiteren verfügt BaseX über zahlreiche Indexstrukturen, die die Anfragegeschwindigkeit von Pfadoperationen, Attribut- und Textvergleichen und Volltextsuchen beschleunigen.

## Geschichte
BaseX wurde 2005 von Christian Grün an der Universität Konstanz ins Leben gerufen. Seit 2007 ist BaseX Open Source und unter der BSD-Lizenz verfügbar.